# Тести з оцінки професійних навичок для здобуття статусу кваліфікованого вчителя
Тести з оцінки професійних навичок – це комп’ютерні тести з грамотності та лічби (а до 2012 року також з ІКТ), які до березня 2020 року були обов'язковими для всіх, хто намагався отримати статус кваліфікованого вчителя (QTS) в Англії. Тести необхідно скласти перед зарахуванням на перший курс з підготовки вчителів, наприклад, для отримання сертифікату про післядипломну педагогічну освіту або ступеня бакалавра освіти.
Тестування має на меті «оцінити основні навички, необхідні вчителям для виконання професійної діяльності в школах, а не предметні знання, потрібні для викладання», і «переконатися, що всі вчителі є компетентними в лічбі та грамотності, незалежно від спеціалізації».

## Інформація про тести
Тест на грамотність спрямований на перевірку орфографії, пунктуації, граматики та навичок розуміння. Тестові питання випадковим чином вибирають з бази стандартних запитань. Загальна складність тесту можу бути різною, і прохідний бал визначають на її основі.
Тест з лічби починається з блоку 12 питань з усного обчислення, на кожне з яких відведено обмежений проміжок часу, проте дозволено записувати відповіді на папері. Ці запитання озвучують через навушники і не відображають на екрані комп’ютера. Після цього на екрані з'являється блок з 16 складніших запитань, що передбачають опрацювання статистичних даних і графіків, а також розв'язання завдань. Для виконання цього блоку тесту доступний екранний калькулятор.
Кандидати мають право на одну помилку та дві повторні спроби для кожного з тестів. Якщо кандидат не пройшов тест після трьох спроб, він може спробувати ще раз.
Кандидатам, для яких англійська мова не є рідною або які мають підтверджені особливі потреби (наприклад, дислексію), надають додатковий час для виконання тестів. Для кандидатів з порушеннями зору, слуху чи фізичними порушеннями передбачені спеціальні умови тестування.
До квітня 2012 року проводили також тестування знань ІКТ. Перевіряли навички в таких сферах інформаційно-комунікаційних технологій як обробка текстів, створення електронних таблиць, баз даних, користування електронною поштою, Інтернетом і програмним забезпечення для презентацій.

## Організація проходження тесту
Тести проводить компанія learndirect в їхніх тестових центрах по всій Англії. Перша спроба на кожному з тестів є безкоштовною, але learndirect передбачає плату за повторне тестування.
Тести проходять на комп’ютерах під наглядом. Кандидатам заборонено брати з собою в аудиторію будь-які матеріали, телефони, годинники тощо. Для виконання усних обчислень видають папір. Тести можна складати в один день або в різні дні, залежно від наявності вільних місць.

## Тести з оцінки навичок у Сполученому Королівстві
Тести з оцінки професійних навичок потрібні лише для початкової підготовки вчителів в Англії. Вчителі, які навчаються у Вельсі, Шотландії чи Північній Ірландії, не мають проходити тестування. Проте у Вельсі вимагають оцінку B («дуже добре») з англійської та математики в загальному сертифікаті про середню освіту (GCSE), а в Англії – C («добре»).